# Lijst van prefecten voor de Interreligieuze Dialoog
Onderstaand volgt een lijst van prefecten van de Dicasterie voor de Interreligieuze Dialoog, een orgaan van de Romeinse Curie.
| Secretariaat voor Niet-Christenen               | Secretariaat voor Niet-Christenen  |
| ----------------------------------------------- | ---------------------------------- |
| 1964-1973                                       | Paolo Marella                      |
| 1973-1980                                       | Sergio Pignedoli                   |
| 1980-1984                                       | Jean Jadot                         |
| 1984-1988                                       | Francis Arinze                     |
| Pauselijke Raad voor de Interreligieuze Dialoog |                                    |
| 1988-2002                                       | Francis Arinze                     |
| 2002-2006                                       | Michael Fitzgerald                 |
| 2006-2007                                       | Paul Poupard                       |
| 2007-2018                                       | Jean-Louis Tauran                  |
| 2019-2022                                       | Miguel Ángel Ayuso Guixot M.C.C.I. |
| Dicasterie voor de Interreligieuze Dialoog      |                                    |
| 2022-2024                                       | Miguel Ángel Ayuso Guixot M.C.C.I. |
| 2025-heden                                      | George Koovakad                    |